# Libníkovice
Libníkovice (deutsch Lipnikowitz) ist eine Gemeinde mit 172 Einwohnern in Tschechien. Sie liegt etwa dreizehn Kilometer nordöstlich von Hradec Králové (Königgrätz) und gehört zum Okres Hradec Králové in der Region Hradec Králové.

## Geographie

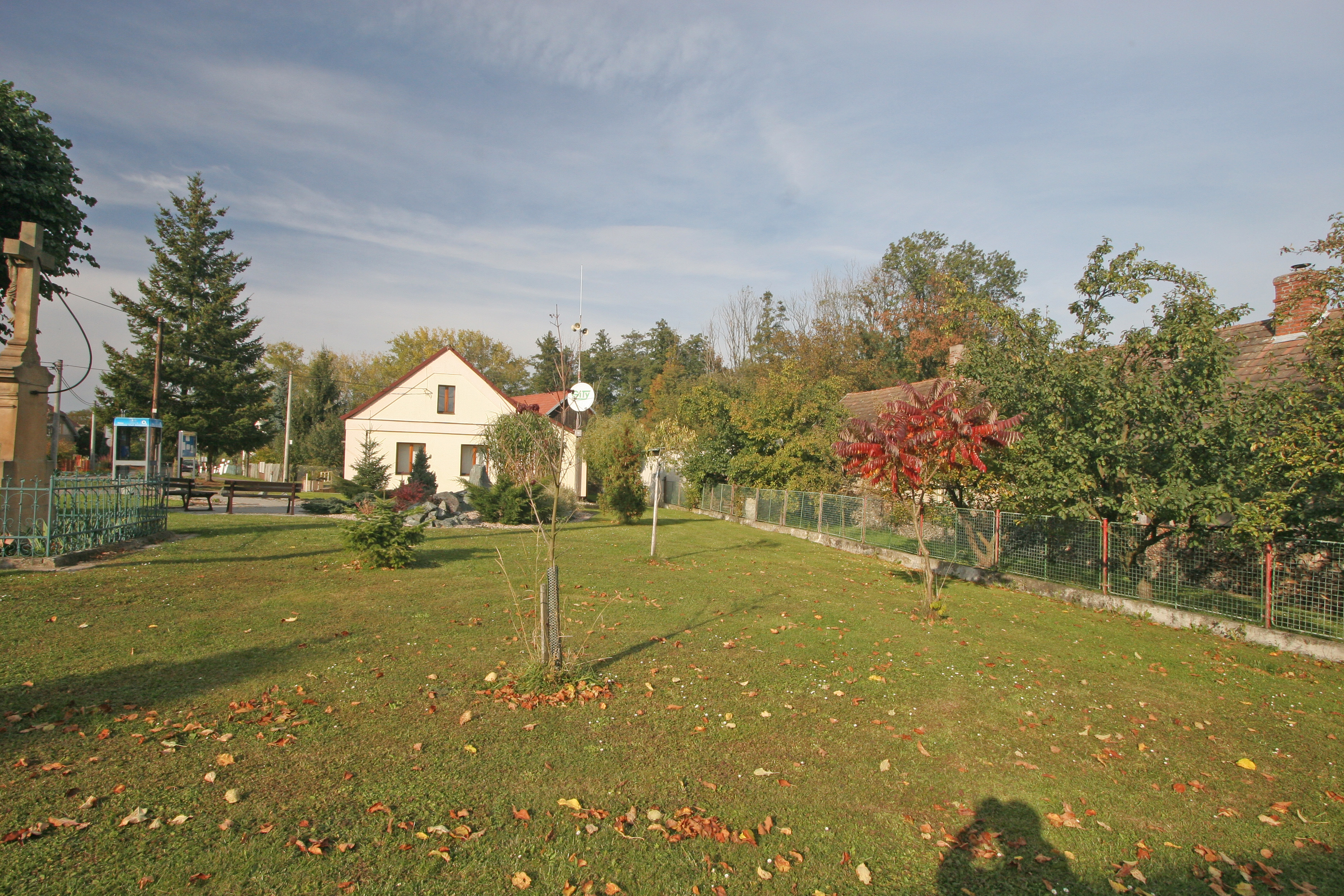
Gemeindeamt in Libníkovice

Nachbarorte von Libníkovice sind Výrava im Norden, Jílovice im Osten, Jeníkovice im Süden, sowie an Librantice und Černilov im Westen. Die tschechische Hauptstadt Prag liegt etwa 113 Kilometer südwestlich von Libníkovice. Die gesamte Katasterfläche der Gemeinde beträgt 321 Hektar. Durch eine Buslinie ist Libníkovice an die nächste größere Stadt Hradec Králové angebunden.

## Gemeindegliederung
Die Gemeinde Libníkovice besteht aus den drei Ortsteilen Libníkovice (Lipnikowitz), Borovice (Borowitz) und Horní Černilov (Ober Tschernilow).

## Geschichte
Libníkovice wurde im Jahr 1546 erstmals urkundlich erwähnt, aber vermutlich wurde das Dorf bereits im 13. Jahrhundert gegründet.
Das kulturelle Leben in Libníkovice wird unter anderem von der örtlichen Freiwilligen Feuerwehr geprägt. Im Ort befindet sich ein 1930 eröffneter Aussichtsturm.